# جيري إدواردز
جيري إدواردز (بالإنجليزية: Jerry Edwards)‏ هو مدير فني أمريكي، ولد في 2 أبريل 1925، وتوفي في 21 مارس 2010 في بورت جفرسون في الولايات المتحدة.